# 5º Corpo corazzato delle guardie
Il 5º Corpo corazzato delle guardie (in russo: 5-й гвардейский танковый корпус, 5-j gvardejskij tankovyj korpus) fu una formazione dell'Armata Rossa che prese parte con distinzione alle più importanti battaglie sul fronte orientale durante la seconda guerra mondiale.
L'unità corazzata venne costituita nel distretto di Mosca nel marzo 1942 con la denominazione originaria di 4º Corpo corazzato e venne subito impiegata in azione durante l'offensiva tedesca dell'estate 1942. Il Corpo corazzato, guidato dall'esperto generale Andrej Grigor'evič Kravčenko, svolse un ruolo decisivo per la prima volta durante l'operazione Urano nel corso della battaglia di Stalingrado; furono i carristi del 4º Corpo corazzato che, dopo una rapida avanzata, si congiunsero per primi con le forze sovietiche provenienti da sud, chiudendo con successo la manovra d'accerchiamento della 6. Armee tedesca. Per questa straordinaria vittoria, Iosif Stalin e lo Stavka assegnarono, il 7 febbraio 1943, all'unità corazzata la nuova denominazione onorifica di 5º Corpo corazzato delle guardie "Stalingrado".
Dopo la battaglia di Stalingrado, il "5º delle guardie" partecipò con grande efficacia a quasi tutte le più importanti campagne dell'Armata Rossa; i suoi carri combatterono la battaglia di Kursk nel 1943 e quindi entrarono successivamente a Char'kov, Kiev, Bucarest e Vienna, dove nell'aprile 1945 conclusero la guerra europea. Nell'agosto 1945 il 5º Corpo corazzato delle guardie venne trasferito in Estremo Oriente e prese parte con successo anche alla breve e vittoriosa campagna in Manciuria contro l'Armata del Kwantung giapponese.
Dopo la fine della seconda guerra mondiale il corpo venne riorganizzato come 5ª Divisione corazzata e nel 1957 come 122ª Divisione fucilieri motorizzata, a partire dalla quale nel 2009 venne costituita la 35ª Brigata fucilieri motorizzata delle guardie "Volgograd-Kiev" delle Forze terrestri russe, che ha ereditato i titoli e le onorificenze del 5º Corpo corazzato delle guardie.

## Storia

### Operazione Urano
L'operazione Urano, la grande controffensiva generale dell'Armata Rossa sul fronte del Don e del Volga ebbe inizio il 19 novembre 1942 con un massiccio bombardamento di artiglieria seguito dall'attacco in massa delle divisioni di fanteria contro il settore difeso dall'esercito rumeno. Le prime ore di combattimento non videro grandi successi sovietici e alle ore 12.00 i comandanti delle armate decisero di far intervenire subito le forze meccanizzate preparate per l'avanzata dopo lo sfondamento delle difese principali nemiche. Alle ore 13.00 quindi anche il 4º Corpo corazzato del generale Andrej Kravčenko entrò in azione, diviso in due colonne, dalla testa di ponte di Kletskaja e raggiunse subito brillanti risultati. I carristi del 4º Corpo persero 27 mezzi corazzati il 19 novembre, ma sfondarono definitivamente le difese rumene e le due brigate corazzate della colonna di destra proseguirono nell'oscurità senza preoccuparsi della scarsa visibilità e del terreno irregolare. Nella notte le due brigate del 4º Corpo corazzato erano ormai avanzate, dopo aver disperso alcuni reparti di retrovia del nemico, fino a Manojlin, 35 chilometri all'interno del territorio dell'Asse, più in profondità di ogni altra formazione sovietica nel primo giorno dell'operazione Urano.

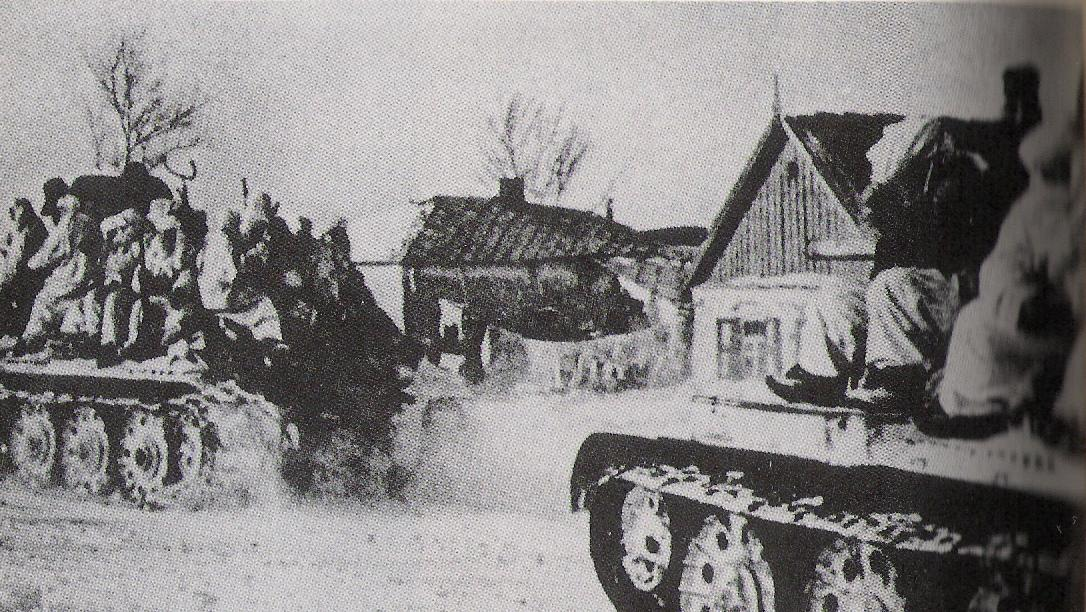
Carri armati sovietici T-34 con fucilieri in tuta mimetica invernale, avanzano durante i giorni dell'operazione Urano.

Nei giorni seguenti il 4º Corpo corazzato continuò ad avanzare con pieno successo in direzione del Don; il 21 novembre i carri sovietici attaccarono e sconfissero anche i deboli kampfgruppen organizzati dal 14º Panzerkorps tedesco con reparti appena arrivati della 24. Panzer-Division. I tedeschi, attaccati dalle tre brigate concentrate del 4º Corpo corazzato, dovettero ripiegare rapidamente abbandonando i villaggi di Suchanov, Lipologovskij e Eruslanavskij. Al termine della giornata i carristi sovietici avevano perso 16 mezzi corazzati negli scontri con i panzer tedeschi, ma catturarono un importante bottino e arrivarono a 15 chilometri dal Don, molto vicini al quartier generale della 6. Armee del generale Friedrich Paulus a Golubinskij.
Il 22 novembre le brigate del 4º Corpo corazzato raggiunsero in forze la riva occidentale del Don dopo aver definitivamente superato la resistenza della 24. Panzer-Division che dovette evacuare il villaggio Krasnij Sktovod e ripiegare verso nord-est dietro l'affluente Golubaja; più a sud anche l'avanguardia della 16. Panzer-Division venne sconfitta e si ritirò verso il Golubaja. I kampfgruppen tedeschi persero molti carri armati nei combattimenti contro il 4º Corpo corazzato e non furono assolutamente in grado di difendere la linea del Don. I carri armati del 4º Corpo corazzato poterono quindi tentare di attraversare il fiume e passare sulla riva orientale per completare l'offensiva a tenaglia; più a sud una brigata corazzata del 26º Corpo corazzato aveva già attraversato il Don nella notte del 21 novembre sul ponte di Berezovskij, vicino a Kalač. Il pomeriggio del 22 novembre quindi il generale Kravčenko ordinò ad una delle sue brigate di discendere subito verso sud e attraversare a sua volta il fiume su quel ponte; la brigata carri del tenente colonnello Židkov attraversò con successo il Don e si schierò nella notte nel villaggio di Kamiši, cinque chilometri a nord della cittadina di Kalač che era ancora in possesso dei tedeschi.
Il mattino del 23 novembre 1942, mentre il 26º Corpo corazzato attaccava e liberava Kalač, il 4º Corpo corazzato si rimise in movimento; mentre una brigata copriva il fianco sinistro, le altre brigate, precedute dall'unità del tenente colonnello Židkov, ripresero l'avanzata a sud-est del Don. Alle ore 15.00 i carristi del 4º Corpo corazzato completarono con pieno successo la manovra e, dopo uno scambio di razzi di segnalazione di colore verde, si congiunsero nel territorio tra i villaggi di Sovetskij e Krivomužinskaja con le avanguardie corazzate del 4º Corpo meccanizzato del Fronte di Stalingrado. In serata un'altra brigata del 4º Corpo corazzato arrivò sul posto rafforzando lo schieramento sovietico; in questo modo si concluse in quattro giorni con una straordinaria vittoria l'operazione Urano e venne definitivamente accerchiata l'intera 6. Armee tedesca che sarebbe stata successivamente completamente distrutta dopo una prolungata resistenza nella sacca di Stalingrado fino alla resa finale del 2 febbraio 1943.
Per premiare le unità che si erano particolarmente distinte nella battaglia di Stalingrado, Stalin e lo Stavka assegnarono una serie di riconoscimenti onorifici; per il ruolo decisivo nel corso dell'operazione Urano, il 4º Corpo corazzato ricevette il titolo di Stalingradskij ("di Stalingrado"), e il 7 febbraio 1943 venne ridenominato ufficialmente "5º Corpo corazzato delle guardie".

### In combattimento da Voronež a Kursk
Dopo la riuscita manovra d'accerchiamento, il 4º Corpo corazzato rimase temporaneamente a disposizione del Fronte del Don e prese parte per alcuni giorni, pur essendo sceso dopo i frenetici combattimenti dell'operazione Urano a soli 30-40 mezzi corazzati, ai tentativi immediati sovietici di sopraffare le truppe tedesche bloccate nella sacca di Stalingrado. Entro pochi giorni tuttavia il corpo venne ritirato nelle retrovie per essere riequipaggiato e rientrò in azione solo alla fine di gennaio 1943 per essere impiegato nelle nuove offensive dell'Armata Rossa nel settore dell'alto corso del Don. I carri armati furono trasferiti per ferrovia fino a Soloncy a sud di Voronež ma, a causa delle difficoltà logistiche e del rigido clima invernale, il 4º Corpo corazzato non giunse in tempo per prendere parte come previsto all'offensiva Ostrogožsk-Rossoš' sferrata dai sovietici il 12 gennaio 1943 contro le truppe ungheresi e italiane. Il 4º Corpo corazzato invece svolse un ruolo importante, sempre al comando del generale Kravčenko, nella successiva offensiva Voronež-Kastornoe; l'operazione ebbe inizio il 24 gennaio 1943 e si svolse in una situazione climatica proibitiva con tempeste di neve e temperature estreme che resero difficoltoso il movimento e il rifornimento dei mezzi corazzati.
I carristi del 4º Corpo avanzarono in profondità nonostante le difficoltà logistiche e contribuirono alla disfatta della 2ª Armata tedesca che batteva in ritirata nella steppa dopo aver evacuato Voronež; per rifornire le unità corazzate di carburante si fece ricorso anche all'impiego di piccoli biplani. Nella prima settimana di febbraio il 4º Corpo corazzato fu impegnato a rastrellare il territorio liberato e a combattere contro le residue sacche di resistenza nemiche, mentre a partire dal 12 febbraio 1943, dopo essere stato ufficialmente ridenominato 5º Corpo corazzato delle guardie, deviò verso sud-ovest per partecipare, inquadrato nella 40ª Armata del Fronte di Voronež del generale Filipp Golikov, all'operazione Stella, sferrata dall'Armata Rossa in direzione di Char'kov. I carristi del generale Kravčenko raggiunsero un nuovo brillante successo; mentre la 3ª Armata carri del generale Pavel Rybalko attaccava e respingeva le divisioni scelte Waffen-SS schierate a est di Char'kov, il 5º Corpo corazzato delle guardie avanzò da nord mettendo in pericolo le linee di comunicazione del nemico. I tedeschi decisero di evacuare la città per evitare il rischio di un nuovo accerchiamento e il 5º Corpo entrò a Char'kov dai quartieri settentrionali, arrivando il 16 febbraio 1943 sulla Piazza Rossa centrale contemporaneamente ai carristi del generale Rybalko.
Dopo la liberazione di Char'kov il 5º Corpo corazzato delle guardie rimase in azione e marciò verso ovest in direzione di Poltava ma la controffensiva sferrata dal feldmaresciallo Erich von Manstein a partire dal 21 febbraio 1943 combiò improvvisamente la situazione. Le punte avanzate sovietiche furono messe in pericolo dai contrattacchi dei panzer tedeschi e dovettero interrompere bruscamente l'offensiva e passare sulla difensiva. I tedeschi riconquistarono Char'kov dopo una sanguinosa battaglia il 14 marzo 1943. Il 5º Corpo corazzato delle guardie venne richiamato a sud per cercare di fermare l'avanzata nemica a nord della grande città ucraina, ma le forze tedesche erano preponderanti e non fu possibile evitare la caduta di Belgorod; i carristi del 5º Corpo sbloccarono alcune unità sovietiche accerchiate e quindi si ritirarono verso nord. Infine il 21 marzo l'alto comando sovietico riuscì a fermare la controffensiva nemica grazie all'intervento di forti riserve richiamate da altri settori del fronte orientale. Il 5º Corpo corazzato delle guardie poté finalmente passare in riserva per essere riequipaggiato e rinforzato in vista della campagna estiva.